# Budelli
Budelli ist eine Insel des La-Maddalena-Archipels vor der Küste Sardiniens. Sie gehört zum italienischen Staatsgebiet und ist Teil des Nationalparks La-Maddalena-Archipel in der Straße von Bonifacio zwischen Korsika und Sardinien. 
1989 ließ sich Mauro Morandi aus Modena auf einem Segeltörn dauerhaft auf der Insel nieder und wurde nach eigenen Angaben „angestellter Inselwächter“. 2021 musste er die Insel verlassen.

## Geographie
Die Insel liegt etwa 300 Meter von den östlichen Nachbarinseln entfernt. Zu der klippenreichen Küstenlinie von etwa 12 Kilometern Länge gehört im Südosten ein geschütztes Strandstück mit blass rosafarbenem Sand, die Spiaggia rosa. Dieser und zwei andere Strände sind für Touristen gesperrt. Die höchste Erhebung liegt 88,0 m über dem Meer. 
Administrativ rechnet die Insel zur Gemeinde La Maddalena in der Autonomen Region Sardinien.

## Geschichte
Die Inseln des Archipels waren schon den Römern als insulae Cuniculariae bekannt und wahrscheinlich bereits in vorrömischer Zeit bewohnt, weil sie sich auf der Transportroute des im Neolithikum geschätzten Obsidians zwischen Sardinien, Korsika und der Toskana befanden. In den Küstengewässern wurden Fragmente einer attischen Kylix im rotfigurigen Stil aus dem 5. Jahrhundert v. Chr. gefunden. Im 15. Jahrhundert existierte auf Budelli ein kleines Kloster, von dessen Grundmauern noch Reste geblieben sind. 
Im Jahr 1964 wurden einige Sequenzen des Films Il deserto rosso von Michelangelo Antonioni am für seine rosa Färbung bekannten Strand der Insel gedreht.
In den 1980er Jahren kaufte ein Konsortium Schweizer Unternehmen, die „Nuova Gallura srl“, Budelli vom Mailänder Industriellen Piero Tizzoni, der ursprünglich auf der Insel ein Feriendorf errichten wollte.
1992 bereitete ein römischer Anwalt für die „Budelli srl“ (die zur Nuova Gallura gehörte) die Parzellierung vor und inserierte in italienischen Zeitungen, aber das Umweltministerium verhinderte die Bauspekulation. 1997 wurde die Nuova Gallura zahlungsunfähig; der Insolvenzverwalter wollte die Insel versteigern lassen. Lange fand sich kein Käufer, der italienische Staat wollte beim Auftreten eines Interessenten sein Vorkaufsrecht geltend machen. 2013 bewilligte der Senat drei Millionen Euro für den Kauf der Insel. Inzwischen kaufte der neuseeländische Manager Michael Harte die Insel und mit einem Urteil von 2015 annullierte das oberste Verwaltungsgericht (Consiglio di Stato) das Vorkaufsrecht des Staates aus formalen Gründen. Nach einem drei Jahre dauernden Rechtsstreit, der von Polemiken begleitet war, wies der Konkursrichter die Einsprüche von Harte zurück und sprach die Insel dem Nationalpark La Maddalena zu.

## Der einzige Bewohner
Bei einem Segeltörn, der als Weltumsegelung geplant war, entdeckte der gerade von seiner Frau getrennte Mauro Morandi 1989 die damals noch in Privatbesitz befindliche Insel. Für sie wurde ein Inselwächter gesucht. Morandi übernahm die Aufgabe, ließ sich in dieser Funktion im vorhandenen einfachen Steinhaus dauerhaft nieder und lebte dort in selbstgewählter sozialer Isolation weitgehend autark mit einigen Hühnern und vom Gemüseanbau. Er baute eine Photovoltaikanlage, begann zu fotografieren und veröffentlichte 2019, mit achtzig Jahren, sein erstes Buch. Ab 2016, als die Insel dem Nationalpark zugeschlagen wurde, war sein Aufenthalt prekär, weil das Gesetz dauernden Aufenthalt im streng geschützten Gebiet verbietet. Die Verwaltung duldete seinen Aufenthalt, vor allem, weil er Umweltvandalismus auf der Insel verhinderte.
Morandi war in sozialen Netzwerken wie Facebook präsent und erfuhr dort viel Unterstützung. Er wollte sich nicht vertreiben lassen und die Insel erst dann verlassen, wenn er sich nicht mehr stark genug fühle, dort einen Winter durchzustehen.
Nach 32 Jahren auf Budelli zwang ein Räumungsbefehl und seine angeschlagene Gesundheit ihn im Jahr 2021, die Insel zu verlassen. Er zog auf die Hauptinsel La Maddalena. Ein schwerer Sturz im Herbst 2024 veranlasste ihn, in seine Heimatstadt Modena in Norditalien zurückzukehren. Er starb im Januar 2025 im Alter von 85 Jahren.